# Halles de Cozes
Les halles à Cozes, une commune du département de la Charente-Maritime dans la région Nouvelle-Aquitaine en France, sont des halles datant du XVe siècle. Le marché couvert fait l'objet d'une inscription au titre des monuments historiques depuis le 15 septembre 1938.

## Histoire

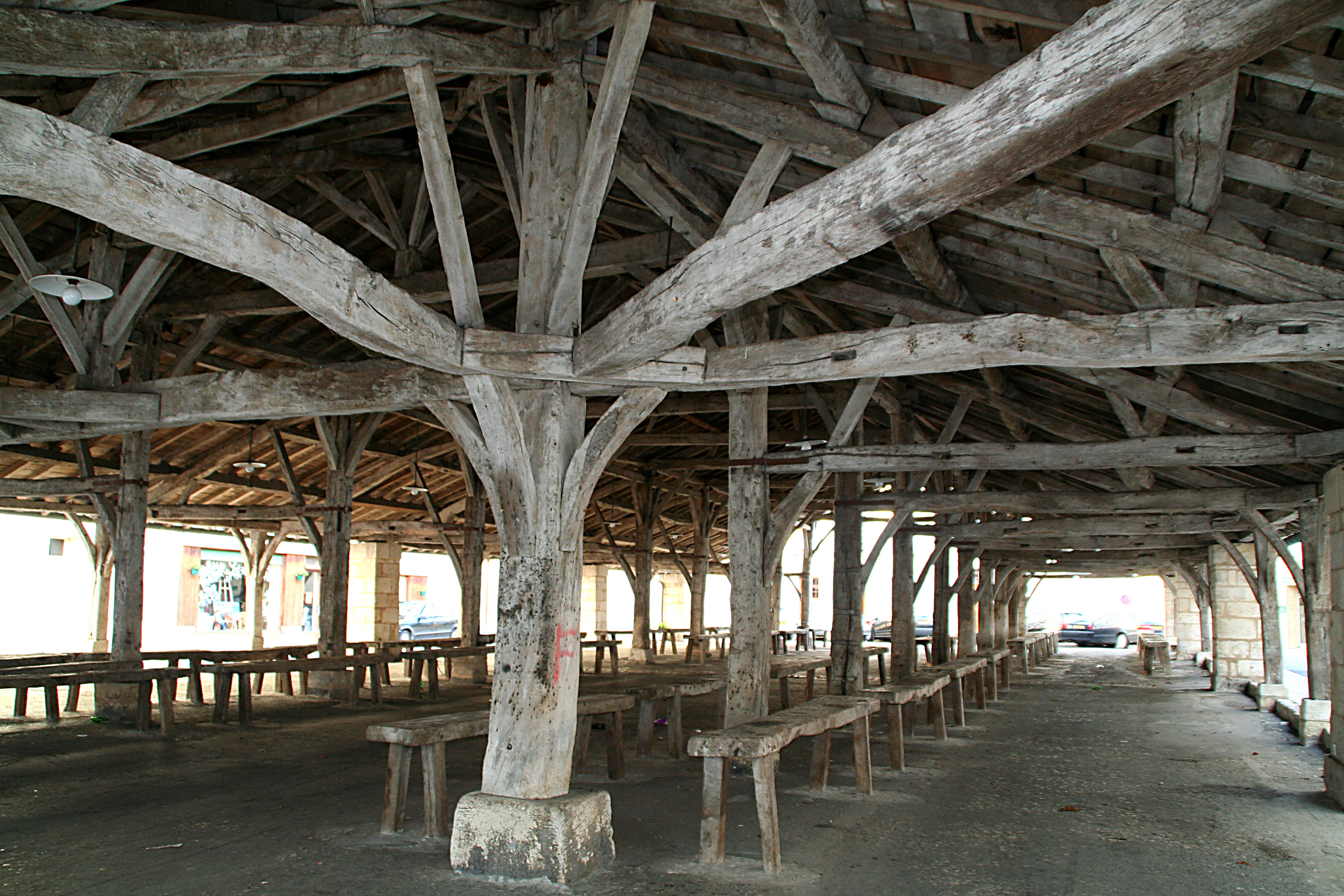

La place sur laquelle elle s'élèvent a vu se dérouler les marchés dès le début du moyen âge. Le bâtiment que l'on a élevé au XVe siècle a subi des modifications aux XVIIe et XVIIIe siècles. 
Les halles sont publiques depuis le début du XIXe siècle, moment où la commune les a rachetées aux notables et aux marchands qui la possédaient. 